# Canton d'Ozoir-la-Ferrière
Le canton d'Ozoir-la-Ferrière est une circonscription électorale française du département de Seine-et-Marne créée par le décret du 18 février 2014. Elle tient lieu de circonscription d'élection des conseillers départementaux et entre en vigueur lors des premières élections départementales suivant la publication du décret.

## Histoire
Un nouveau découpage territorial de Seine-et-Marne entre en vigueur à l'occasion des premières élections départementales suivant le décret du 18 février 2014. Les conseillers départementaux sont, à compter de ces élections, élus au scrutin majoritaire binominal mixte. Les électeurs de chaque canton élisent au Conseil départemental, nouvelle appellation du Conseil général, deux membres de sexe différent, qui se présentent en binôme de candidats. Les conseillers départementaux sont élus pour 6 ans au scrutin binominal majoritaire à deux tours, l'accès au second tour nécessitant 12,5 % des inscrits au 1er tour. En outre la totalité des conseillers départementaux est renouvelée. Ce nouveau mode de scrutin nécessite un redécoupage des cantons dont le nombre est divisé par deux avec arrondi à l'unité impaire supérieure si ce nombre n'est pas entier impair, assorti de conditions de seuils minimaux. En Seine-et-Marne, le nombre de cantons passe ainsi de 43 à 23.
Le canton d'Ozoir-la-Ferrière est formé de communes des anciens cantons de Brie-Comte-Robert (4 communes), de Tournan-en-Brie (3 communes), de Torcy (1 commune), de Roissy-en-Brie (2 communes) et de Rozay-en-Brie (2 communes). Avec ce redécoupage administratif, le territoire du canton s'affranchit des limites d'arrondissements, avec 7 communes incluses dans l'arrondissement de Melun et 3 dans l'arrondissement de Torcy. Le bureau centralisateur est situé à Ozoir-la-Ferrière.

## Représentation
| Période élective | Période élective | Mandat | Mandat   | Identité             | Nuance | Nuance | Qualité |
| ---------------- | ---------------- | ------ | -------- | -------------------- | ------ | ------ | --- |
| 2015             | 2021             | 2015   | 2021     | Anne-Laure Fontbonne |        | LR     | Maire de Férolles-Attilly (depuis 2014) Neuvième vice-présidente chargée de l'administration générale et des bâtiments départementaux |
| 2015             | 2021             | 2015   | 2021     | Jean-François Oneto  |        | LR     | Maire d'Ozoir-la-Ferrière (depuis 2001)                                                                                               |
| 2021             | 2028             | 2021   | en cours | Laurent Gautier      |        | LREM   | Maire de Tournan-en-Brie, ancien conseiller général du canton de Tournan-en-Brie                                                      |
| 2021             | 2028             | 2021   | en cours | Mireille Münch       |        | ECO    | Maire de Ferrières-en-Brie, membre de Cap Écologie                                                                                    |

### Résultats détaillés

#### Élections de mars 2015
À l'issue du 1er tour des élections départementales de 2015, deux binômes sont en ballottage : Anne-Laure Fontbonne et Jean-François Oneto (UMP, 38,83 %) et Karl Boissel et Martine Clement-Launay (FN, 25,68 %). Le taux de participation est de 46,03 % (19 255 votants sur 41 833 inscrits) contre 44,94 % au niveau départemental et 50,17 % au niveau national.
Au second tour, Anne-Laure Fontbonne et Jean-François Oneto (UMP) sont élus avec 69,28 % des suffrages exprimés et un taux de participation de 44,5 % (11 678 voix pour 18 617 votants et 41 833 inscrits).

#### Élections de juin 2021
Le premier tour des élections départementales de 2021 est marqué par un très faible taux de participation (33,26 % au niveau national). Dans le canton d'Ozoir-la-Ferrière, ce taux de participation est de 27,82 % (11 924 votants sur 42 858 inscrits) contre 27,81 % au niveau départemental. À l'issue de ce premier tour, deux binômes sont en ballottage : Laurent Gautier et Mireille Munch (Union à gauche avec des écologistes, 42,35 %) et Anne-Laure Fontbonne et Jean-François Oneto (LR, 32,44 %).
Le second tour des élections est marqué une nouvelle fois par une abstention massive équivalente au premier tour. Les taux de participation sont de 34,36 % au niveau national, 30,02 % dans le département et 30,96 % dans le canton d'Ozoir-la-Ferrière. Laurent Gautier et Mireille Munch (Union à gauche avec des écologistes) sont élus avec 52,66 % des suffrages exprimés (6 520 voix pour 13 272 votants et 42 870 inscrits),,.

## Composition
Le canton d'Ozoir-la-Ferrière comprend douze communes entières.
| Nom                                       | Code Insee | Intercommunalité                              | Superficie (km2) | Population (dernière pop. légale) | Densité (hab./km2) | Modifier                                    |
| ----------------------------------------- | ---------- | --------------------------------------------- | ---------------- | --------------------------------- | ------------------ | ------------------------------------------- |
| Ozoir-la-Ferrière (bureau centralisateur) | 77350      | CC Les Portes Briardes Entre Villes et Forêts | 15,58            | 20 969 (2022)                     | 1 346              | modifier les données · modifier les données |
| Chevry-Cossigny                           | 77114      | CC de l'Orée de la Brie                       | 16,75            | 4 019 (2022)                      | 240                | modifier les données · modifier les données |
| Favières                                  | 77177      | CC du Val Briard                              | 28,27            | 1 293 (2022)                      | 46                 | modifier les données · modifier les données |
| Férolles-Attilly                          | 77180      | CC Les Portes Briardes Entre Villes et Forêts | 12,76            | 1 251 (2022)                      | 98                 | modifier les données · modifier les données |
| Ferrières-en-Brie                         | 77181      | CA de Marne et Gondoire                       | 6,75             | 3 887 (2022)                      | 576                | modifier les données · modifier les données |
| Gretz-Armainvilliers                      | 77215      | CC Les Portes Briardes Entre Villes et Forêts | 13,51            | 8 682 (2022)                      | 643                | modifier les données · modifier les données |
| Lésigny                                   | 77249      | CC Les Portes Briardes Entre Villes et Forêts | 10,13            | 7 015 (2022)                      | 692                | modifier les données · modifier les données |
| Pontcarré                                 | 77374      | CA de Marne et Gondoire                       | 9,46             | 2 149 (2022)                      | 227                | modifier les données · modifier les données |
| Servon                                    | 77450      | CC de l'Orée de la Brie                       | 7,40             | 3 430 (2022)                      | 464                | modifier les données · modifier les données |
| Tournan-en-Brie                           | 77470      | CC Les Portes Briardes Entre Villes et Forêts | 15,47            | 8 324 (2022)                      | 538                | modifier les données · modifier les données |
| Villeneuve-le-Comte                       | 77508      | CA Val d'Europe Agglomération                 | 19,09            | 1 869 (2022)                      | 98                 | modifier les données · modifier les données |
| Villeneuve-Saint-Denis                    | 77510      | CA Val d'Europe Agglomération                 | 7,40             | 1 383 (2022)                      | 187                | modifier les données · modifier les données |
| Canton d'Ozoir-la-Ferrière                | 7716       |                                               | 162,57           | 64 271 (2022)                     | 395                | modifier les données                        |

## Démographie
En 2022, le canton comptait 64 271 habitants, en évolution de +2,49 % par rapport à 2016 (Seine-et-Marne : +3,92 %, France hors Mayotte : +2,11 %).
| 2013   | 2018   | 2022   |
| ------ | ------ | ------ |
| 60 983 | 62 610 | 64 271 |